# Divisão N.º 12 (Saskatchewan)
A Divisão N.º 12 é uma das dezoito divisões do censo da província canadense de Saskatchewan, conforme definido pela Statistics Canada. A região está localizada na parte Centro-Oeste da província. A comunidade mais populosa desta divisão é Battleford.
De acordo com o censo populacional de 2006, 22 mil pessoas moram nesta divisão. A região tem uma área de 13887 km2.